# Eliza Kirk
Pour les articles homonymes, voir Kirk.
Eliza Kirk (1812 - vers 1856) est une sculptrice irlandaise.

## Biographie
Elizabeth Kirk est née en 1812 à Dublin. Elle est la seconde fille du sculpteur Thomas Kirk. Elle a été formée avec son père et est surtout connue pour ses bustes miniatures. De 1839 à 1859, elle expose à la Royal Hibernian Academy. Sa pièce, Bébé Bacchus, fut exposée à l'exposition nationale de Dublin en 1853. Une autre œuvre de Kirk, toujours en possession des descendants de la famille, est un buste de son neveu et collègue sculpteur Thomas Stewart Kirk. La date de son décès n'est pas connue, mais se situe autour de 1856.